# 南洞区庁駅
南洞区庁駅（ナムドングチョンえき）は、大韓民国仁川広域市南洞区万寿洞にある仁川交通公社2号線の駅である。

## 駅構造
相対式ホーム2面2線の地下駅である。

### のりば
| 上り | ●仁川2号線 | 仁川市庁・朱安・黔岩・黔丹梧柳方面 |
| 下り | ●仁川2号線 | 雲宴方面                           |

## 駅周辺
- 南洞区庁
- 南洞区議会
- 南洞区保健所
- 仁川広域市東部教育支援庁
- 万寿初等学校
- 万城中学校
- 万寿1洞住民センター
- 万寿6洞住民センター
- 建設技術教育院
- 南洞初等学校
- 仁川都市公社
- 仁川万寿1洞郵便局
- 南洞農協ハナロマート本店
- 仁川南洞アジアードラグビー競技場

## 歴史
- 2015年10月5日 - 南洞区庁駅に駅名確定[1]
- 2016年7月30日 - 仁川都市鉄道2号線開通と同時に営業開始[2]

## 隣の駅
仁川交通公社
●仁川都市鉄道2号線
万寿駅 (I224) - 南洞区庁駅 (I225) - 仁川大公園駅 (I226)